# سباستیانو فیناردی
سباستیانو فیناردی (انگلیسی: Sebastiano Finardi؛ زادهٔ ۲۰ فوریهٔ ۲۰۰۱) بازیکن فوتبال اهل ایتالیا است.
وی همچنین در تیم‌های ملی فوتبال زیر ۱۵ سال ایتالیا و زیر ۱۶ سال ایتالیا بازی کرده‌است.